# Karatsjajmeer
Het Karatsjajmeer (Russisch: озеро Карачай) is een klein meer in de Zuidelijke Oeral in het noorden van de Russische oblast Tsjeljabinsk. Vanaf 1951 werd dit meer door het nucleaire opwerkings- en plutoniumproducerende complex Majak bij de stad Ozjorsk (toen Tsjeljabinsk-40 genoemd) gebruikt voor het dumpen van radioactief afval, nadat ontdekt was dat lozing in de rivier de Tetsja zorgde voor een verhoogde radioactiviteit aan de monding van de Ob in de Karazee.
Volgens een rapport van de Amerikaanse onderzoeksorganisatie Worldwatch Institute over nucleair afval is het Karatsjajmeer de "meest vervuilde plek op Aarde". In het meer raakte ongeveer 4,44 exabecquerel (EBq) aan radioactiviteit opgehoopt, waaronder 3,6 EBq cesium-137 en 0,74 EBq strontium-90.
Het stralingsniveau aan de rand van het meer was 600 röntgen per uur, volgens de milieuorganisatie Natural Resources Defense Council meer dan genoeg om een mens binnen een uur te doden.

## Geschiedenis
Vanaf de jaren 60 begon het meer op te drogen; haar oppervlakte nam af van 0,5 km² in 1951 naar 0,15 km² tegen het einde van 1993. In 1968, na een droogteperiode in het gebied, droeg de wind radioactieve stof weg van de opgedroogde bodem van het meer en waaide 185 petabecquerel aan radioactief materiaal over een gebied waar een half miljoen mensen woonden.
Tussen 1978 en 1986 werd het meer opgevuld met bijna 10.000 holle betonnen blokken om de sedimenten op hun plaats te houden. Het meer is sindsdien bijna helemaal bedekt met beton. Het meer inspireerde de muziekgroep Pain of Salvation tot het conceptalbum One Hour by the Concrete Lake, dat gaat over het leed dat lokale bewoners doormaakten door de extreme besmetting.